# 역사학
역사학(歷史學, 문화어: 력사학, 영어: historiography) 또는 사학(史學)은 역사를 학문적 분야로 발전시키는 데 있어 역사가들이 사용한 방법론을 연구하고, 구체적인 역사적 연구를 수행하는 학문이다. 즉, 역사가들이 특정 주제를 어떤 사료를 이용해, 어떤 연구 기법과 이론적 접근을 통해 연구하고 해석해왔는지를 다룬다. 학자들은 주제별로 역사학를 논의하는데, 예를 들어 한국사, 중국사, 영국사, 제2차 세계대전사, 콜럼버스 이전 아메리카사, 초기 이슬람사 등이 대표적인 예시이다. 정치사, 사회사 등 역사 연구의 접근법이나 장르에 따른 논의도 존재한다. 역사가들이 자신이 속한 집단이나 국가에 대한 충성심 등에 영향을 받는 정도는 여전히 논쟁의 대상이다.
유럽에서는 기원전 5세기에 헤로도토스가 『역사』를 저술하면서 사학이라는 학문 분야가 확립되었다고 본다. 기원전 2세기에는 로마 정치가이자 원로원 의원이었던 카토가『기원들』(Origines)을 저술하여 최초의 로마사 연구를 수행했다. 아시아에서는 한나라 시기의 사마담과 사마천 부자가 『사기』를 편찬하여 중국사의 기틀을 다졌다. 중세 시기에는 유럽의 연대기 문헌, 아프리카의 에티오피아 제국 기록, 이슬람 세계의 무슬림 역사가들의 저술, 그리고 중국의 사서를 본딴 한국과 일본의 역사 기록 등이 중세 역사학을 구성하였다. 18세기 계몽시대에는 볼테르, 데이비드 흄, 에드워드 기번 등 여러 인물들이 서구 역사학의 발전에 기여하며 현대 역사학의 토대를 세웠다. 19세기에는 대학과 연구소를 중심으로 역사학이 전문화되었으며, 역사를 과학과 유사한 체계적 연구 대상으로 보는 관점이 퍼졌다. 20세기 들어서는 정치, 경제, 문화 등 사회과학적 요소가 역사학에 적극적으로 통합되었다.
역사가들의 연구 관심은 시대에 따라 변화해왔다. 전통적인 외교사, 경제사, 정치사 중심의 연구에서 사회사와 문화사 같은 새로운 접근법으로 관심이 이동하는 경향이 나타났다. 1975년부터 1995년 사이, 미국 대학 역사학 교수들 중 사회사에 정체성을 두는 비율은 31%에서 41%로 증가한 반면, 정치사를 연구하는 교수들의 비율은 40%에서 30%로 감소하였다. 2007년 기준으로, 영국 대학 역사학과 소속 교수 5,723명 중 1,644명(29%)이 자신을 사회사 연구자로, 1,425명(25%)이 정치사 연구자로 규정하였다. 1980년대 이후에는 과거 사건을 기억하고 기념하는 방식, 즉 대중적 축하를 위해 재구성되는 역사 기억에 대한 연구도 활발히 진행되고 있다.

## 정의
1988년 Furay와 Salevouris는 역사학을 다음과 같이 정의하였다.
| “ | 역사가 어떻게 되어왔고 어떻게 쓰여 있는지, 곧 역사적 기록의 역사를 연구하는 학문입니다... 역사학을 연구할 때 여러분은 과거의 사건을 연구하지는 않습니다만 각 역사가의 작품 속 사건들의 변동하는 해석을 연구합니다. | ” |

## 같이 보기
- 역사
- 역사관
- 미래학